# Wally Herbert
Sir Walter William „Wally“ Herbert (* 24. Oktober 1934 in York, England; † 12. Juni 2007 in Inverness, Schottland) war ein britischer Polarforscher, Autor und Maler.

## Leben
Herbert kam 1934 als Sohn eines Soldaten und einer Bäuerin zur Welt. Er studierte Kartografie und arbeitete eine Zeit lang in Ägypten. Er startete im Februar 1968 mit seinen Gefährten Allan Gill, Roy Koerner und Kenneth Hedges die Transarktis-Expedition. Als Fortbewegungsmittel dienten ihm vier Hundeschlitten mit vierzig Huskies. Er wollte die Reise zum Nordpol mit der Durchquerung des Polarmeeres verbinden.
Die Expedition wurde aus der Luft versorgt. Alle paar Wochen brachten Flugzeuge Lebensmittel und anderes benötigte Material. Die größten Probleme der Reise waren Schmelzwasserteiche und Packeis. Die Durchschnittstemperatur betrug ca. −20 °C bis −30 °C. Am 6. April 1969 erreichte Herbert den Nordpol, am 11. Juni 1969 endete die Expedition nach 467 Tagen. Da bislang nicht stichhaltig bewiesen werden konnte, ob Robert Edwin Peary und Frederick Cook jemals am Nordpol gewesen sind, gilt es als wahrscheinlich, dass Herbert und seinen Gefährten um ein Haar die Ehre zuteilgeworden wäre, den Pol als Erste auf dem Landweg zu erreichen. Am 19. April 1968 war jedoch bereits Ralph Plaisted (1927–2008) mit drei Gefährten von Ward Hunt Island aus zum Pol gefahren. Im Gegensatz zu Herbert, der sich wie z. B. Roald Amundsen auf Hundeschlitten verließ, war Plaisteds Expedition mit Schneemobilen ausgerüstet.
Wally Herberts Buch Eskimos. Menschen im Land des Langen Tages (deutsch von Vitalis Pantenburg) wurde 1977 mit dem Deutschen Jugendliteraturpreis ausgezeichnet. 2000 wurde er in Anerkennung seiner Leistungen von Königin Elisabeth II. zum Knight Bachelor geschlagen.
Im Juni 2007 erlag Wally Herbert im Alter von 72 Jahren einer schweren Diabetes und Herzproblemen. Er hinterließ eine Frau und eine Tochter. Ihm zu Ehren benannt ist das Herbert-Plateau, eine Hochebene auf der Antarktischen Halbinsel, die Herbert Range, ein Gebirgszug im Transantarktischen Gebirge und der Herbertfjellet, ein 275 m hoher Berg auf der Insel Vesle Tavleøya in Spitzbergen. Seine Tochter Kari Herbert arbeitet als Reisejournalistin und lebt im britischen Cornwall.